# Tomislav Erceg
Tomislav Erceg (* 22. Oktober 1971 in Split, SFR Jugoslawien) ist ein ehemaliger kroatischer Fußballspieler.
Der Stürmer stand 2005 in Diensten der Spielvereinigung SpVgg Greuther Fürth. Er spielte bereits in der Saison 1996/97 in der Bundesliga beim MSV Duisburg. Nach der Vertragsauflösung bei den Fürthern schloss er sich wieder Hajduk Split an.

## Titel und Erfolge
- Kroatischer Meister 1992, 1994, 1995
- Kroatischer Pokalsieger 1993, 1995, 2005
- Kroatischer Supercupsieger 1992, 1993, 1994
- Kroatischer Torschützenkönig 2005
- Schweizer Meister 1996
- 25 Europapokalspiele (12 Tore) für Hajduk Split, FC Lugano und NK Rijeka